# Danilo Guidetti

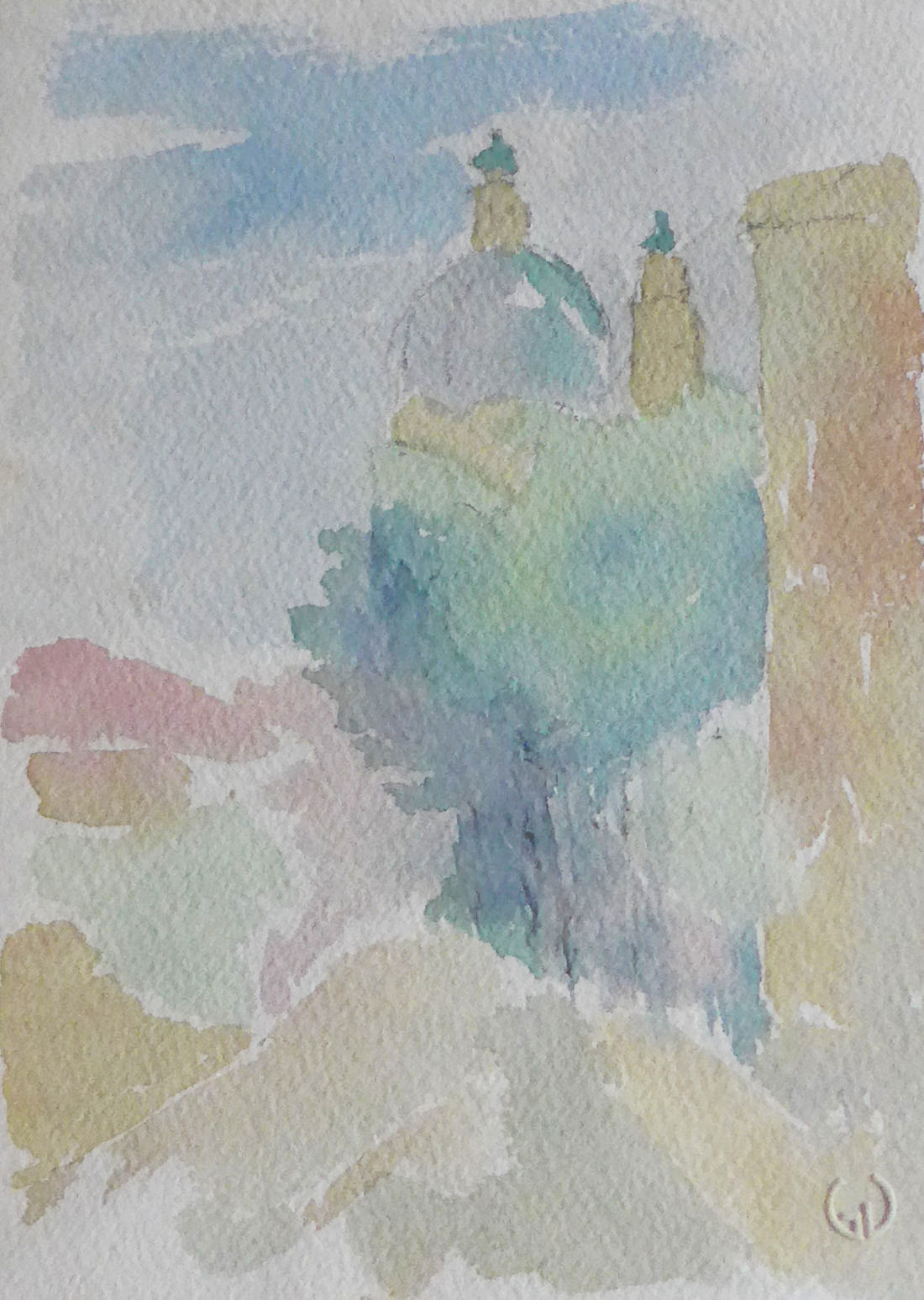
La cupola del Santo, Civica raccolta d'arte Medole.

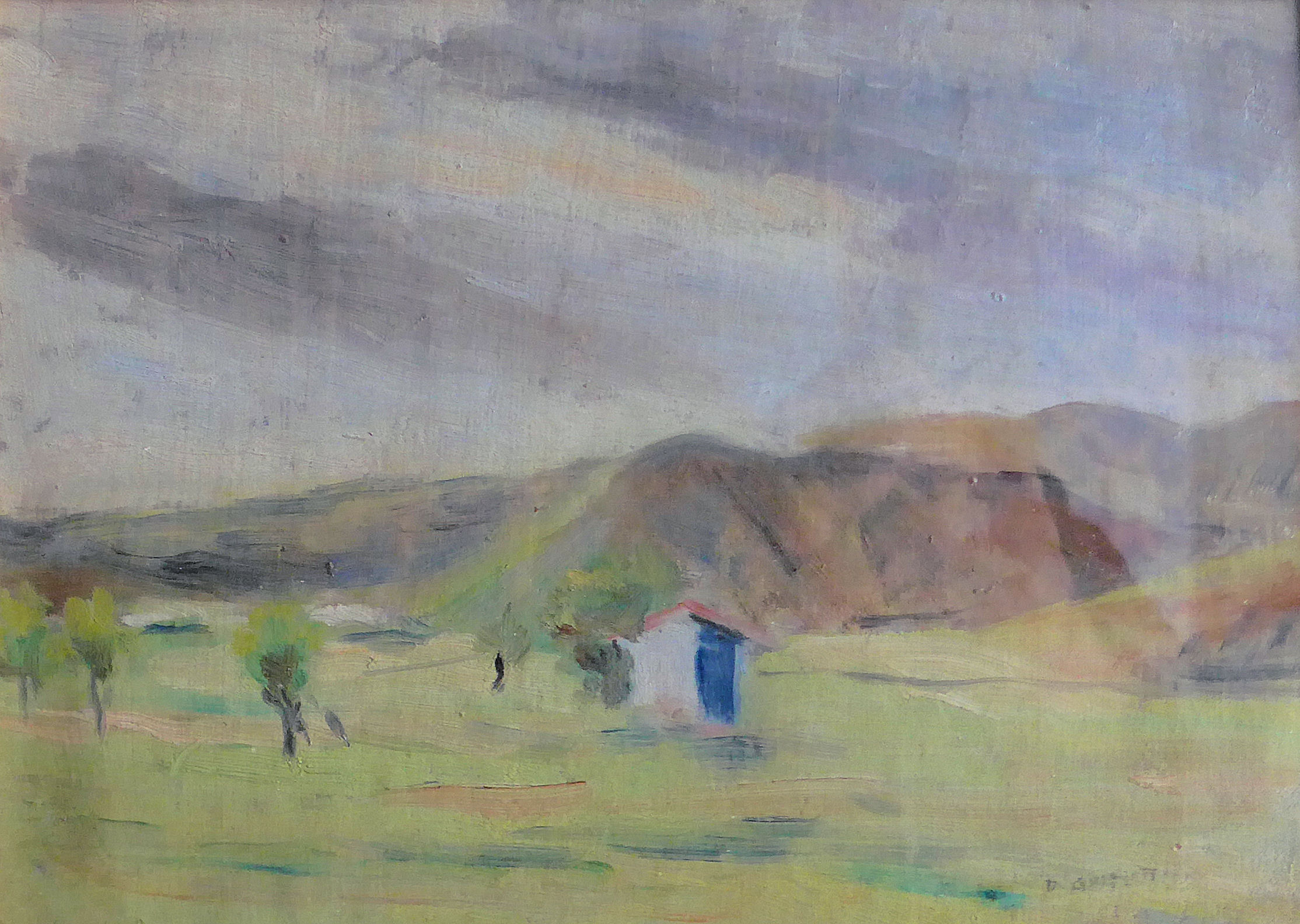
Verso Desenzano, Civica raccolta d'arte Medole

Danilo Guidetti (Castiglione delle Stiviere, 22 settembre 1928 – Castiglione delle Stiviere, 27 dicembre 1990) è stato un pittore italiano.

## Biografia
Frequenta lo studio dello scultore Giuseppe Brigoni (1901-1970) di Medole e spesso partecipa agli incontri con i pittori castiglionesi del gruppo di Oreste Marini. All'età di diciotto anni inizia ad apprezzare i lavori di esponenti illustri del Chiarismo lombardo, da Angelo Del Bon a Ezio Mutti a Nene Nodari, da Umberto Lilloni a Carlo Malerba.
Frequenta le scuole serali INAPLI, nella quale insegna disegno anche Marini.
Nel 1948 espone al Palazzo della Ragione di Mantova assieme ai colleghi di Castiglione e nel 1954 partecipa alla collettiva a Milano. È del 1961 la sua prima personale a Brescia e nel 1966 è presente ad una mostra dei Chiaristi mantovani a Castel Goffredo.
Nel 1982 partecipa ad una mostra a Parigi e nel 1983 espone a Mantova.
Muore nel 1990.

## Opere
- Verso Desenzano, olio su cartoncino, Civica raccolta d'arte Medole[1]
- La cupola del Santo, acquerello su cartone, seconda metà del XX secolo, Civica raccolta d'arte Medole[2]
- Vaso con brocca, olio su tela, 1950, Museo d'arte moderna e contemporanea dell'Alto Mantovano Gazoldo degli Ippoliti[3]